# Arjen Lucassen

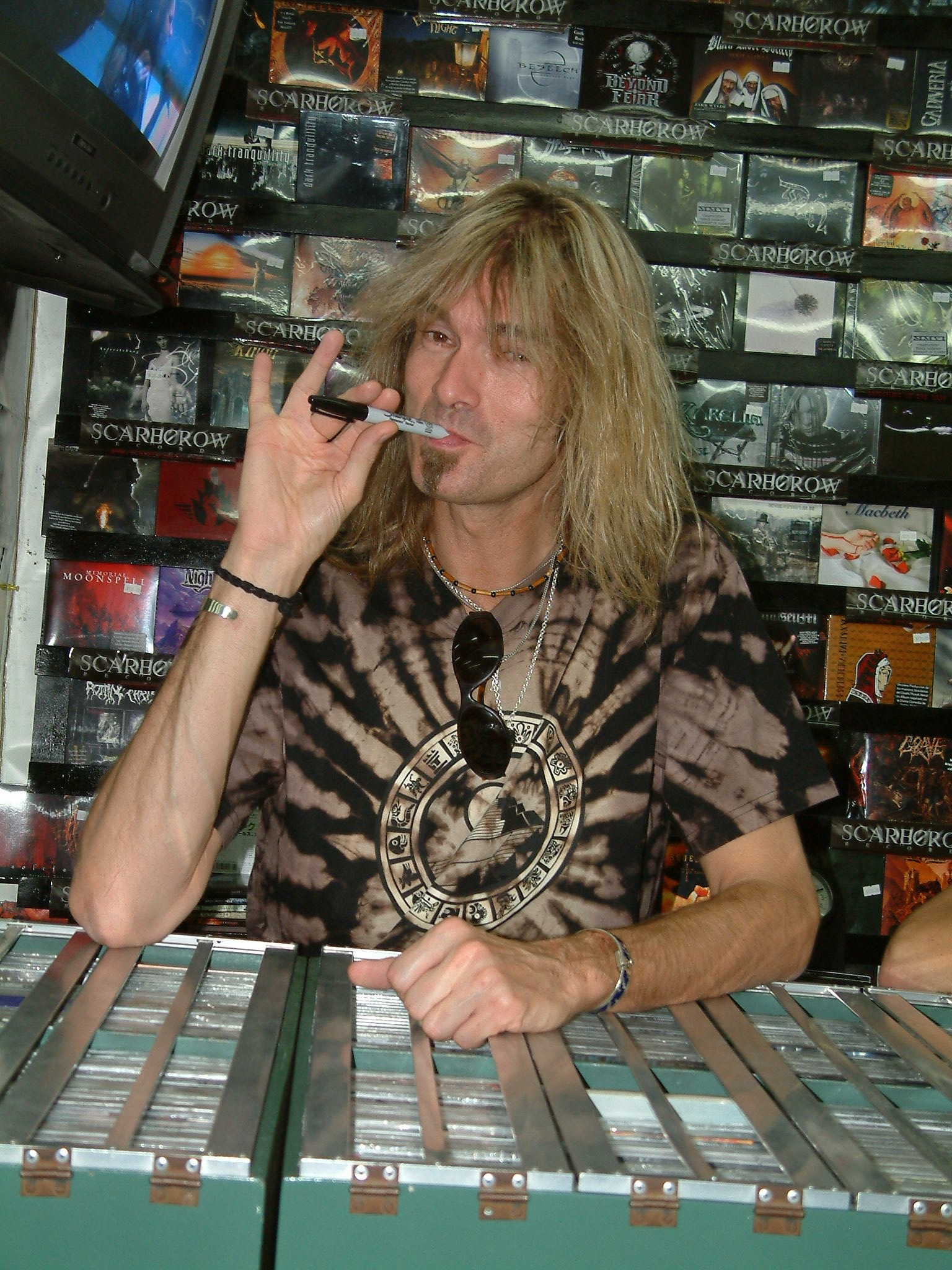
Arjen Lucassen, 13. říjen 2006

Arjen Anthony Lucassen (* 3. dubna 1960, Haag, Nizozemsko) je kytarista, zpěvák, hudebník, multiinstrumentalista, textař a skladatel. Je ústřední postavou několika hudebních projektů, které založil. Jeho tvorbu lze zařadit do žánrů progresivní metal, progresivní rock, rocková opera, symfonický metal.

## Hudební projekty

### Ayreon
Nejvýznamnějším Lucassenovým projektem je Ayreon. První album tohoto projektu vyšlo v roce 1995 a práce na něm pokračují i v současnosti. Žánrově je na pomezí progresivního metalu a rockové opery. Koncepce tvorby je postavena na fantasy a sci-fi laděných textech vyprávějících volně provázané příběhy odehrávajících se v čase od samotného zrodu vesmíru až po rok 2084, kdy má nastat na Zemi zničující válka. Na projektu se podílí celá řada uznávaných metalových hudebníků, kteří na jednotlivých albech vystupují jako hosté.

### Ambeon
Ambeon čerpá z jemnějších poloh Ayreon a zaměřuje se na ambientní vyznění skladeb. Zatím vyšlo jediné album Fate of a Dreamer (2001). Na něm spolupracoval Lucassen s tehdy pouze čtrnáctiletou zpěvačkou Astrid van der Veen. Projekt nebyl oficiálně ukončen, ale další album zatím nevyšlo.

### Stream of Passion
Stream of Passion je skupina hrající symfonický metal. Zpěvačkou je Mexičanka Marcela Bovio. Skupina doposud vydala dvě alba Embrace the Storm (2005) a The Flame Within (2009).

### Guilt Machine
Dalším Arjenovým projektem je progresivně metalový Guilt Machine s albem On This Perfect Day (2009).

### Star One
Star One je progresivní metal s texty čerpajícími z žánru sci-fi a space opera. První album nese výstižný název Space metal (2002). Inspirací pro texty byly například filmy Vetřelec, Hvězdné války nebo Stargate. Na projektu se podílí také bubeník Ed Warby z Gorefest, který spolupracuje i na Ayreon. Druhé album vyšlo v roce 2010 a nese název Victims of the Modern Age. Třetí album Revel in Time bude vydáno v roce 2022.

### Supersonic Revolution
V roce 2023 Arjen představil nový projekt Supersonic Revolution s albem Golden Age of Music.